# 情報配線施工技能士
情報配線施工技能士（じょうほうはいせんせこうぎのうし）とは、国家資格である技能検定制度の一種で、職業能力開発促進法第47条第1項による指定試験機関（特定非営利活動法人高度情報通信推進協議会）が実施する情報配線施工に関する学科及び実技試験に合格した者をいう。

## 概要
情報配線施工技能士は2004年度より眼鏡レンズ加工技能士と入れ代わりで追加された技能検定である。内容は、光ファイバー接続、コネクターの組立て、宅内及びビル内の配線施工などがあり、それらにおける知識、技能の習得を必要とし、業務に役立てる資格となっている。
なお、建設業法上の主任技術者・監理技術者資格の認定対象とはなっていない。また、施工管理技士資格の受験資格にも含まれていない。

## 受験資格
- 1級：7年以上の実務経験を有する者、又は2級合格後2年以上の実務経験を有する者。
- 2級：2年以上の実務経験を有する者、又は3級合格者。
- 3級：情報配線施工関連業務に従事している者及び従事しようとしている者。

※実務経験は各種教育機関を修了することにより異なる。

## 試験内容
学科試験および実技試験で構成される。

### 学科試験
- 試験方式
  - マークシート方式（4答択一式）
  - 出題数：大問30問
- 試験時間
  - 1級：90分
  - 2級：60分
  - 3級：60分
- 合格基準
  - 各級ともに満点の70%以上とする。
- 試験科目
  - 情報ネットワーク概論
  - 配線施工機材及び工具
  - 情報配線システム
  - メタルケーブルの配線施工
  - 光ケーブルの配線施工
  - 測定試験
  - 安全衛生

### 実技試験
- 試験時間
  - 1級：150分
  - 2級：90分
  - 3級：60分
- 合格基準
  - 作業試験の各課題において配点の60%以上で、かつ合計が満点の75%以上とする。
- 試験科目
  - 光ケーブルの配線施工
  - メタルケーブルの配線施工

## 取得後の称号
1級の合格者に対しては厚生労働大臣名、2級及び3級の合格者に対しては高度情報通信推進協議会理事長名の合格証書が交付され、「情報配線施工技能士」を称することができる。なお、名刺やホームページなどに資格を表示する場合は、「等級」「正式職種名」「技能士」の順で表示する必要があり、「1級情報配線施工技能士」、「2級情報配線施工技能士」、「3級情報配線施工技能士」のように等級を明示しなければならない。等級の非表示、等級表示位置の誤り、正式職種名の省略表示などは不可である。なお職業能力開発促進法により、「情報配線施工技能士」の資格を持っていないものが「情報配線施工技能士」と称することは禁じられている。